# Jia nu bing
Kids
El jia nu bing es un pastel chino tradicional. Se considera uno de los pasteles más ceremoniales usados como obsequios en la ceremonia de boda china tradicional, de donde procede su nombre. Puede encontrarse en Hong Kong y en algunos barrios chinos del extranjero. Debido a los cambios culturales sufridos con el tiempo, el pastel se considera actualmente un simple bollo, habiendo perdido la mayoría de su importancia original.

## Producción
Este pastel es esencialmente un bizcocho ligeramente endulzando y, según la variedad, puede adoptar diversas formas y aspectos. Se considera grande respecto al tamaño de la mayoría de los pasteles. Su relleno suele ser de pasta de semilla de loto.